# Pegando con tubo
Pegando con tubo é um filme de comédia mexicano dirigido por Jaime Salvador e produzido por Roberto Gómez Bolaños.

## Elenco
- Marco Antonio Campos - Viruta
- Gaspar Henaine - Capulina
- Quintín Bulnes - Rascabuches
- Arturo Castro - José Manzano
- José Jasso - Sargento